# Lindauer Bote
Der Lindauer Bote (italienisch: Corriere di Lindo), auch genannt Mailänder Bote und Fußacher Bote, war ein Transportdienst zwischen den Städten Lindau und Mailand. Möglicherweise von 1322 an (dieser Beginn ist aber nicht belegt) bis 1824 (oder 1826) wurden Waren, Post und Reisende durch den Lindauer Boten transportiert.
Die Reisedauer betrug für die etwa 325 Kilometer mindestens gut fünf Tage und führte die Ordinari (regelmäßig verkehrende Boten) per Schiff von Lindau nach Fußach, per Pferd oder Wagen durch das Rheintal, über die Viamala per Pferd oder zu Fuß über den Splügenpass und, nach Überquerung des Comersees, nach Mailand. Durch Unfälle, schlechte Straßen und Unwetter erhöhte sich die Transportzeit manchmal um mehrere Tage. Der Lindauer Bote verkehrte wöchentlich zwischen den beiden Städten.

## Fahrgäste
Für 122 Gulden nutzte Johann Wolfgang von Goethe gemeinsam mit einem Begleiter den Lindauer Boten für die Überquerung der Alpen anlässlich seiner Rückkehr von der ersten Italienreise im Mai/Juni 1788. Später verfasste er aufgrund seiner Tagebücher das Werk Italienische Reise.
Franz Xaver Wolfgang Mozart (Sohn von Wolfgang Amadeus Mozart) zählte ebenso zu den Fahrgästen wie der Augsburger Kaufmann Ulrich Fugger. Dieser ließ sich vom Lindauer Boten nach Italien kutschieren, um dort seine Handelspartner zu besuchen.

## Briefmarke
Zum Tag der Briefmarke gab die Deutsche Post am 1. September 2014 ein Postwertzeichen zum Lindauer Boten mit dem Nennwert 60 Cent heraus. Der Entwurf dazu stammt von Peter und Regina Steiner.